# Jing Tian
Jing Tian (née le 21 juillet 1988 à Xi'an dans le Shaanxi en Chine) est une actrice chinoise. Diplômée de l'académie de danse de Pékin et de l'académie de cinéma de Pékin, elle a tourné dans quinze longs métrages avec des rôles principaux comme dans Police Story 2013 et dans les films de Legendary Pictures films : La Grande Muraille, Kong: Skull Island et Pacific Rim: Uprising.

## Filmographie partielle

### Au cinéma
- 2008 : Anaconda Frightened (Kuang mang jinghun) de Lee Bing-leung : Tian Juan
- 2010 : My Belle Boss (Wo di meinu laoban) de Li Hong : Emma
- 2011 : The Warring States (Zhan guo) de Chen Jin : Tian Xi
- 2012 : Ultra Reinforcement (Chao shikong jiubing) de Lam Chi-chung : Princess Ling Zhi
- 2012 : Shadows of Love (Ying zi ai ren) de Poon Yuen-leung : Xu Yuan
- 2012 : Tears in Heaven (Xin mama zai ai wo yici) de William Kim : Dong Xiaolin
- 2013 : Better and Better (Yuelaiyuehao zhi cunwan) de Zhang Yibai et Xie Dongshen : Lian Sheng
- 2013 : Special ID (Te shu shen fen) de Clarence Fok : Wan Jing
- 2013 : Police Story 2013 (Jing cha gu shi 2013) de Ding Sheng : Miao Miao
- 2014 : From Vegas to Macau (Du cheng fengyun) de Wong Jing : Luo Xin
- 2014 : Dragon Nest: Warriors' Dawn (Long zhi gu: poxiao qibing) de Song Yuefeng : Argenta
- 2016 : La Grande Muraille (The Great Wall, 長城) de Zhang Yimou : Commandant Lin Mae
- 2017 : Kong: Skull Island de Jordan Vogt-Roberts : San Lin
- 2017 : Fist & Faith (Qing He Nan Gao) de Jiang Zhuoyuan : Liu Mu
- 2018 : Pacific Rim Uprising de Steven S. DeKnight : Liwen Shao